# Desmia vulcanalis
Desmia vulcanalis là một loài bướm đêm trong họ Crambidae.